# Argentonnay
Argentonnay is een gemeente in het Franse departement Deux-Sèvres in de regio Nouvelle-Aquitaine. De gemeente maakt deel uit van het arrondissement Bressuire en had 3189 inwoners in 2018.

## Geschiedenis
De commune nouvelle is op 1 januari 2016 ontstaan door de fusie van de gemeenten Argenton-les-Vallées, Le Breuil-sous-Argenton, La Chapelle-Gaudin, La Coudre, Moutiers-sous-Argenton en Ulcot.

## Geografie
De oppervlakte van Argentonnay bedraagt 117,04 km², de bevolkingsdichtheid is 27 inwoners per km².
De onderstaande kaart toont de ligging van Argentonnay met de belangrijkste infrastructuur en aangrenzende gemeenten.